# Gary Hurring
Gary Norman Hurring, né le 10 octobre 1961 à Auckland, est un nageur néo-zélandais.

## Carrière
Il est médaillé d'or du 200 mètres dos aux Jeux du Commonwealth de 1978 à Edmonton et médaillé d'argent du 200 mètres dos aux championnats du monde 1978 à Berlin. Aux Jeux olympiques d'été de 1984 à Los Angeles, il est quatrième de la finale du 100 mètres dos, cinquième de la finale du 200 mètres dos et est éliminé en séries du 4 × 100 mètres quatre nages.

## Famille
Il est le fils de la nageuse Jean Stewart et du nageur Lincoln Hurring.